# Rallye de Nouvelle-Zélande 1986
Le Rallye de Nouvelle-Zélande 1986 (17th Clarion Rally of New Zealand), disputé du 5 au 8 juillet 1986, est la cent-cinquante-quatrième manche du championnat du monde des rallyes (WRC) courue depuis 1973, et la septième manche du championnat du monde des rallyes 1986.

## Contexte avant la course

### Le championnat du monde
Ayant succédé en 1973 au championnat international des marques (en vigueur de 1970 à 1972), le championnat du monde des rallyes comprend généralement une douzaine manches, comprenant les plus célèbres épreuves routières internationales, telles le Rallye Monte-Carlo, le Safari ou le RAC Rally. Depuis 1979, le championnat des constructeurs a été doublé d'un championnat pilotes, ce dernier remplaçant l'éphémère Coupe des conducteurs, organisée à seulement deux reprises en 1977 et 1978. Le calendrier 1986 intègre treize manches pour l'attribution du titre de champion du monde des pilotes mais seulement onze sélectives pour le championnat des marques (le Rallye de Côte d'Ivoire et le Rallye Olympus en étant exclus). Les épreuves sont réservées aux catégories suivantes :
- Groupe N : voitures de grande production de série, ayant au minimum quatre places, fabriquées à au moins 5000 exemplaires en douze mois consécutifs ; modifications très limitées par rapport au modèle de série (bougies, amortisseurs).
- Groupe A : voitures de tourisme de grande production, fabriquées à au moins 5000 exemplaires en douze mois consécutifs, avec possibilité de modifications des pièces d'origine ; poids minimum fonction de la cylindrée.
- Groupe B : voitures de grand tourisme, fabriquées à au moins 200 exemplaires en douze mois consécutifs, avec possibilité de modifications des pièces d'origine (extension d'homologation portant sur 5% de la production[2]).

À la suite d'une série de graves accidents impliquant les voitures du Groupe B, la Fédération internationale du sport automobile a avancé d'un an l'interdiction des voitures du Groupe B et, malgré les revendications d'une majorité de pilotes et copilotes professionnels, a annulé le projet de Groupe S (qui devait à terme remplacer le Groupe B), limitant le championnat du monde aux seuls groupes A et N à partir du 1er janvier 1987. Reprochant au pouvoir sportif de ne pas avoir respecté ses engagements en termes de stabilité de la réglementation, Peugeot Talbot Sport a d'ailleurs intenté une action en justice contre la FISA, sans grand espoir cependant. La saison 1986 est donc probablement la dernière autorisant les voitures du Groupe B, véritables prototypes dont la puissance avoisine les 500 chevaux. À mi-saison, Peugeot a pris l'avantage sur la Scuderia Lancia, la 205 Turbo 16 s'étant imposée en Suède et en Grèce aux mains de Juha Kankkunen ainsi qu'en Corse avec Bruno Saby. L'écurie italienne, qui avait remporté une superbe victoire lors de la manche inaugurale à Monte-Carlo avec le regretté Henri Toivonen, n'a plus gagné depuis et accuse dix-neuf points de retard au classement provisoire du championnat.

### L'épreuve
Très apprécié des équipages pour son cadre pittoresque et son parcours technique et rapide, exigeant un pilotage précis, le rallye de Nouvelle-Zélande fut créé en 1969. Cette épreuve, disputée majoritairement sur des chemins de terre en parfait état, fut intégrée dès 1977 au championnat du monde des rallyes. Andrew Cowan (en 1972 et 1976) et Hannu Mikkola (en 1973 et 1979) sont les seuls à s'y être imposés à deux reprises.

## Le parcours
- départ : 5 juillet 1986 d'Auckland
- arrivée : 8 juillet 1986 à Auckland

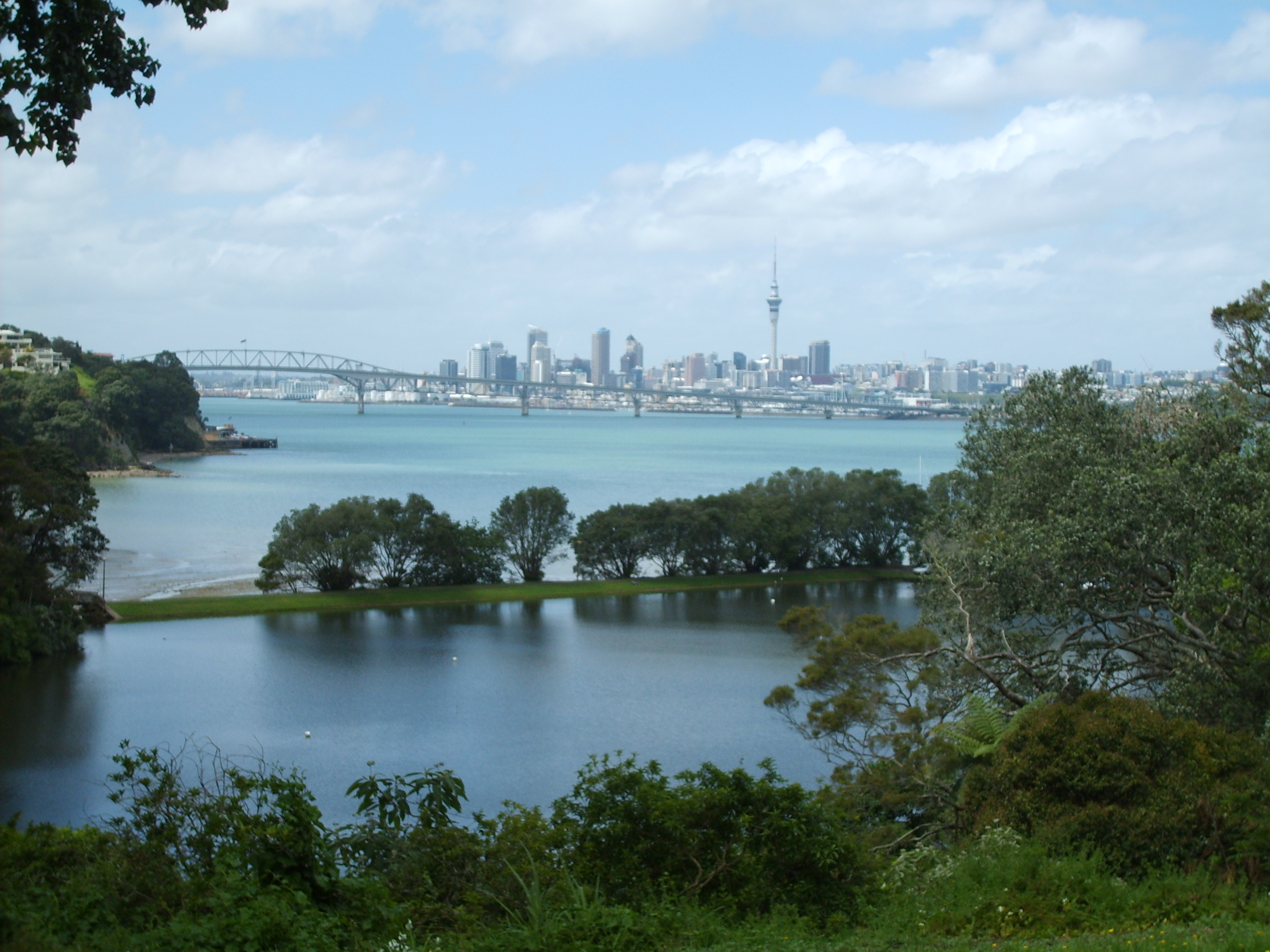
Auckland, ville départ et arrivée du rallye de Nouvelle-Zélande.

- distance : 1980,92 km, dont 571,03 sur 34 épreuves spéciales (35 épreuves initialement prévues pour un total de 597,76 km)
- surface : terre (94%) et asphalte (6%)
- Parcours divisé en quatre étapes[5]

### Première étape
- Auckland - Wellsford - Auckland, le 5 juillet
- distance : 549,44 km, dont 181,69 sur 12 épreuves spéciales

### Deuxième étape
- Auckland - Hamilton - Rotorua, le 6 juillet
- distance : 455,16 km, dont 108,11 km sur 9 épreuves spéciales

### Troisième étape
- Rotorua - Kawerau - Rotorua, le 7 juillet
- distance : 382,18 km, dont 124,75 km sur 6 épreuves spéciales (7 épreuves initialement prévues pour un total de 151,48 km)

### Quatrième étape
- Rotorua - Piopio - Hamilton - Auckland, le 8 juillet
- distance : 594,14 km, dont 156,48 km sur 7 épreuves spéciales

## Les forces en présence
- Peugeot

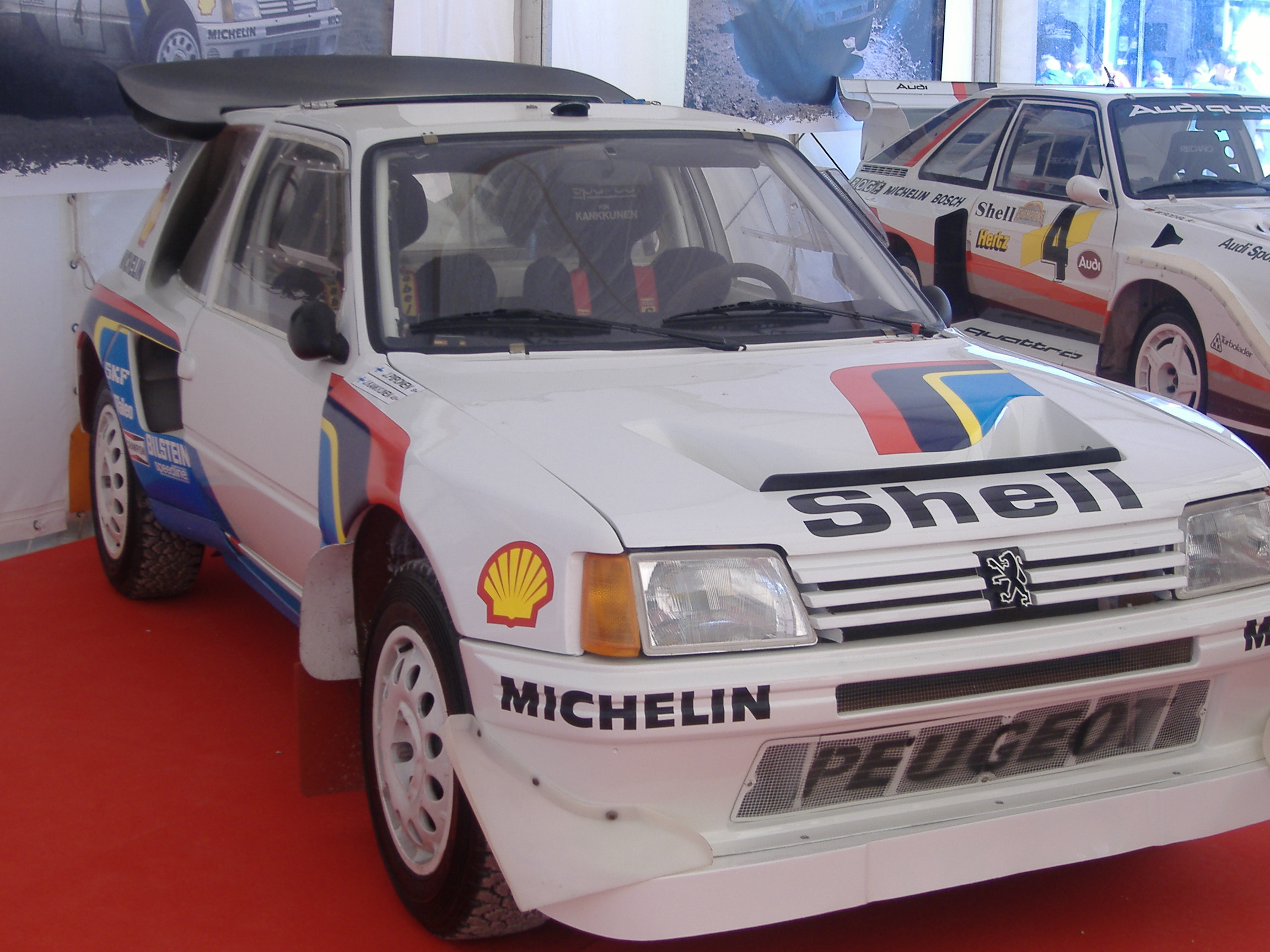
Deux Peugeot 205 Turbo 16 groupe B Évolution 2 seront au départ.

Le constructeur français a engagé deux 205 Turbo 16 Évolution 2 groupe B, à transmission intégrale pour Timo Salonen et Juha Kankkunen. Ces voitures pesant près d'une tonne sont dotées d'un moteur quatre cylindres de 1775 cm3 placé en position centrale arrière et alimenté par un système d'injection électronique Bosch associé à un turbocompresseur Garrett. Leur puissance maximale est de 450 chevaux à 7500 tr/min. Elles sont équipées de pneus Michelin.
- Lancia

La Scuderia Lancia a préparé trois Delta S4 groupe B à transmission intégrale, confiées à Markku Alén, Massimo Biasion et Mikael Ericsson. Leur moteur quatre cylindres de 1759 cm3 à injection électronique Magneti Marelli, disposé en position centrale arrière, présente la particularité d'avoir un double système de suralimentation : un compresseur volumétrique à lobes Abarth efficace dans les bas et moyens régimes et un turbocompresseur KKK pour les hauts régimes, la puissance pouvant atteindre 500 chevaux en jouant sur la pression de suralimentation. Ces voitures d'environ une tonne sont chaussées de pneus Pirelli.
- MG

Le pilote local Tony Teesdale a engagé sa propre MG Metro 6R4 groupe B. Très courte (3,66 mètres de long), cette voiture à moteur central arrière et transmission intégrale est animée par un V6 atmosphérique de 2991 cm3 alimenté par un système d'injection électronique Lucas. En version 'client', cette version dispose de 275 chevaux (contre plus de 400 pour les versions habituellement alignées par Austin Rover.
- Nissan

L'importateur local du constructeur japonais e engagé deux coupés 240RS groupe B (transmission classique, quatre cylindres, 2340 cm3, 260 chevaux) pour Reg Cook et Paddy Davidson. Ils sont équipés de pneus Dunlop.
- Mazda

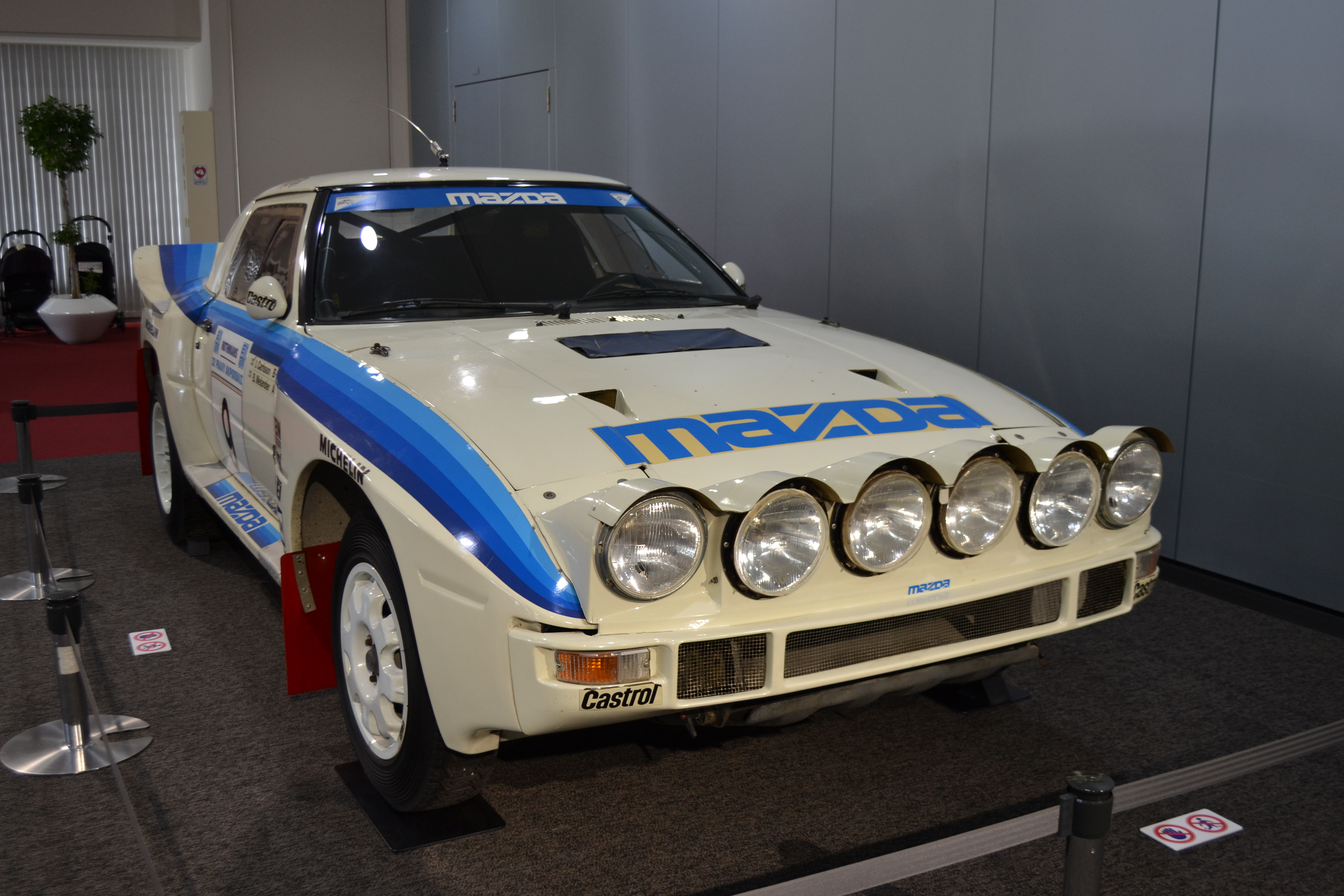
Une Mazda RX-7 groupe B semblable à celle de Neil Allport.

Rod Millen pilote une Mazda Familia 4WD groupe A, à transmission intégrale, engagée par le groupement des concessionnaires de la marque. Plusieurs pilotes privés prennent le départ sur des Mazda RX-7 groupe B, les plus en vue étant Neil Allport et Stuart Eyre. Ces coupés d'une tonne, à transmission classiques, sont équipés d'un moteur rotatif (à deux rotors), d'une cylindrée de 1308 cm3 (équivalant à 2616 cm3 pour un moteur à quatre temps). Alimenté par un carburateur double-corps Weber, il délivre 280 chevaux à 8000 tr/min. Les Mazda utilisent des pneus Dunlop.
- Audi

Malcolm Stewart a engagé sa Quattro A2 groupe B (1200 kg, moteur avant cinq cylindres, 2121 cm3, turbo KKK, environ 350 chevaux, transmission intégrale) tandis que Rudolf Stohl s'aligne sur une berline 80 Quattro groupe A (transmission intégrale, cinq cylindres, 2121 cm3, non suralimenté) ; le pilote autrichien a explosé son moteur lors des reconnaissances et ne dispose que d'un bloc de série de 136 chevaux au lieu de son moteur 200 chevaux. Les Audi sont chaussées de pneus Michelin.
- Volkswagen

Volkswagen Motorsport a engagé une seule Golf GTI groupe A (moteur quatre cylindres de 1781 cm3, injection mécanique Bosch, 170 chevaux) pour à Kenneth Eriksson, actuellement en tête du championnat dans sa catégorie. Il utilise des pneus Pirelli.

## Déroulement de la course

### Première étape
Les cinquante-deux équipages s'élancent d'Auckland le samedi matin, sous le soleil. Disputée sur asphalte, la première épreuve spéciale se déroule dans la ville et permet à Juha Kankkunen de prendre le commandement de la course, une seconde devant la Lancia de Markku Alén. Le pilote Peugeot se montre une nouvelle fois le plus rapide dans la forêt de Riverhead mais Alén hausse ensuite le ton et ne tarde pas à s'imposer en tête, réalisant le meilleur temps dans presque tous les secteurs chronométrés de la journée. Il ne pourra cependant creuser un écart décisif sur Kankkunen et c'est avec seulement dix secondes d'écart que les deux hommes achèveront l'étape, au début de la nuit, devançant de deux minutes devant la Lancia de Massimo Biasion. Très tôt retardé par des problèmes de turbo, le champion du monde Timo Salonen n'a pu se mêler à la lutte pour la première place. Il se maintenait toutefois en quatrième position mais aux environs de Waipu, sur le parcours de liaison (où les équipages sont amenés à se croiser), il s'est fait percuter par la Toyota d'un pilote amateur qui a sérieusement endommagé l'arrière droit de sa 205. Malgré la rapidité d'intervention de son assistance, Salonen a concédé vingt-six minutes de pénalisation routière, dégringolant à la quarantième place du classement général. Il regagnera vingt places au cours de la soirée mais son retard de près d'une demi-heure sur les favoris lui fait perdre tout espoir d'un bon résultat. Sur la troisième Lancia, Mikael Ericsson occupe le quatrième, à près de cinq minutes du leader. Il précède les pilotes locaux Malcolm Stewart (Audi Quattro) et Tony Teesdale (MG Metro). Septième sur sa Volkswagen Golf, Kenneth Eriksson est en tête du groupe A, talonné par la Subaru de Possum Bourne. Ce dernier ne prendra cependant pas le départ de la deuxième étape, tout comme son coéquipier Mike Kirkland, l'équipe Subaru venant de perdre un de ses techniciens d'assistance dans un accident de circulation. 

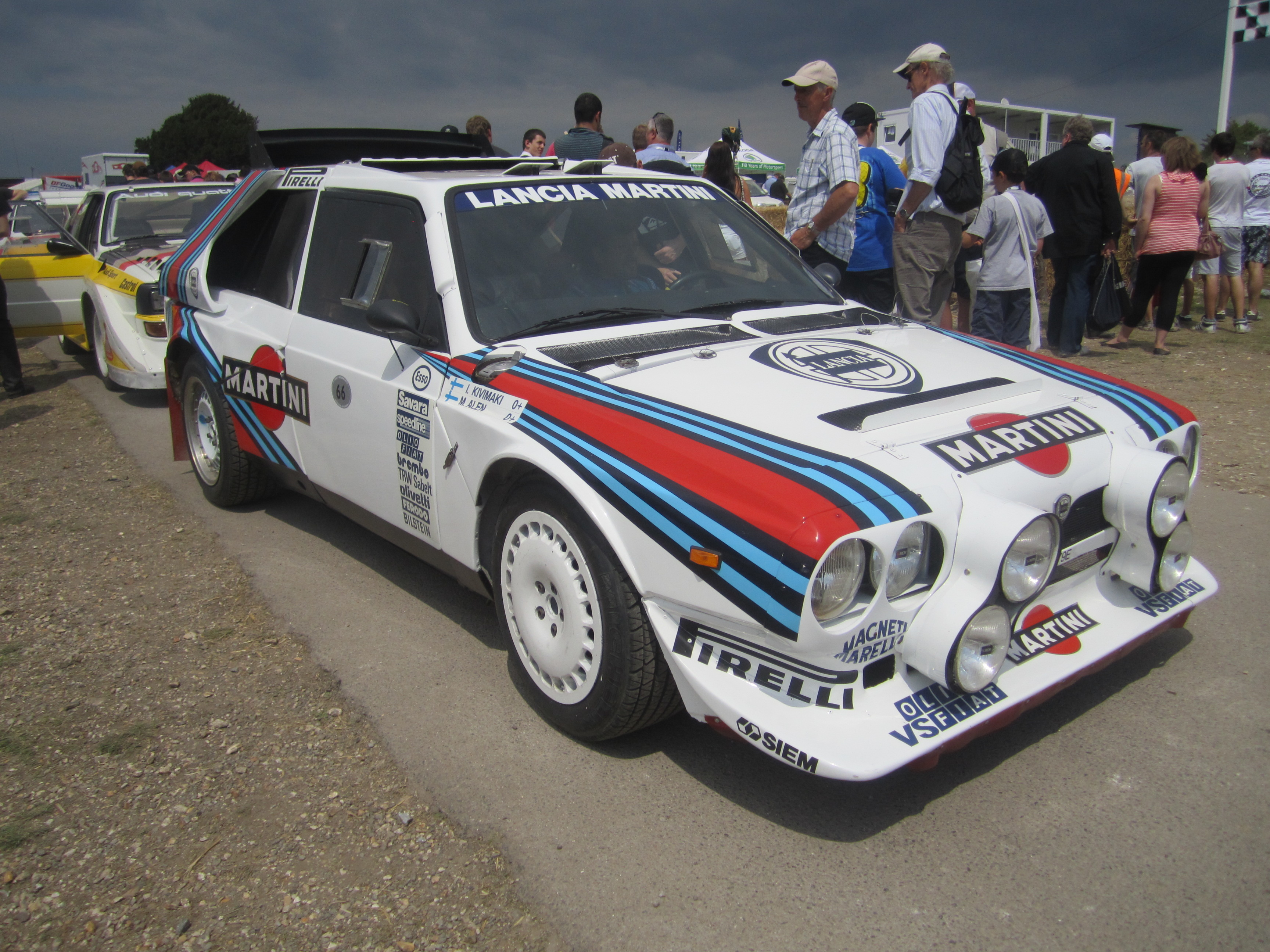
La Lancia Delta S4, en tête à l'issue de la première étape.

| Pos. | Pilote           | Copilote          | Voiture                 | Groupe | Temps           | Écart         |
| ---- | ---------------- | ----------------- | ----------------------- | ------ | --------------- | ------------- |
| 1    | Markku Alén      | Ilkka Kivimäki    | Lancia Delta S4         | B      | 1 h 47 min 09 s |               |
| 2    | Juha Kankkunen   | Juha Piironen     | Peugeot 205 Turbo 16 E2 | B      | 1 h 47 min 19 s | + 10 s        |
| 3    | Massimo Biasion  | Tiziano Siviero   | Lancia Delta S4         | B      | 1 h 49 min 23 s | + 2 min 14 s  |
| 4    | Mikael Ericsson  | Claes Billstam    | Lancia Delta S4         | B      | 1 h 51 min 51 s | + 4 min 42 s  |
| 5    | Malcolm Stewart  | Doug Parkhill     | Audi Quattro A2         | B      | 1 h 58 min 19 s | + 11 min 10 s |
| 6    | Tony Teesdale    | Greg Horne        | MG Metro 6R4            | B      | 1 h 58 min 30 s | + 11 min 21 s |
| 7    | Kenneth Eriksson | Peter Diekmann    | Volkswagen Golf GTI     | A      | 1 h 59 min 06 s | + 11 min 57 s |
| 8    | Possum Bourne    | Jim Scott         | Subaru Leone RX Turbo   | A      | 1 h 59 min 49 s | + 12 min 40 s |
| 9    | Neil Allport     | Rodger Freeth     | Mazda RX-7              | B      | 2 h 00 min 34 s | + 13 min 25 s |
| 10   | Reg Cook         | Wayne Jones       | Nissan 240RS            | B      | 2 h 01 min 00 s | + 13 min 51 s |
| 11   | Paddy Davidson   | Mike Carmichael   | Nissan 240RS            | B      | 2 h 03 min 17 s | + 16 min 08 s |
| 12   | Rod Millen       | John Bellefleur   | Mazda Familia 4WD       | A      | 2 h 03 min 59 s | + 16 min 50 s |
| 13   | Mike Kirkland    | Robin Nixon       | Subaru RX Turbo         | A      | 2 h 04 min 14 s | + 17 min 05 s |
| 14   | Brian Stokes     | Robin Kerr        | Toyota Corolla GT       | A      | 2 h 05 min 29 s | + 18 min 20 s |
| 15   | Ray Wilson       | Ron Alexander     | Toyota Starlet          | A      | 2 h 06 min 59 s | + 19 min 50 s |
| 16   | Gary Smith       | Ross Montgomery   | Opel Manta 400          | B      | 2 h 07 min 15 s | + 20 min 06 s |
| 17   | Rudolf Stohl     | Reinhard Kaufmann | Audi 80 Quattro         | A      | 2 h 07 min 41 s | + 20 min 32 s |
| 18   | Paul Bramble     | Jim Gleeson       | Holden Commodore        | A      | 2 h 14 min 02 s | + 26 min 53 s |
| 19   | Tony Ornstien    | Owen Glynn        | Subaru Leone RX Turbo   | A      | 2 h 16 min 16 s | + 29 min 07 s |
| 20   | Timo Salonen     | Seppo Harjanne    | Peugeot 205 Turbo 16 E2 | B      | 2 h 17 min 07 s | + 29 min 58 s |

### Deuxième étape
Les concurrents restant en course repartent d'Auckland le dimanche matin, en direction de Rotorua. Des pluies intermittentes ont rendu les chemins boueux, les rares secteurs asphaltés étant également très glissants. Alén et Kankkunen reprennent leur duel de la veille, Biasion, troisième, perdant régulièrement du terrain sur eux. Alors que les épreuves matinales avaient été favorables au pilote Peugeot, lui permettant de se rapprocher à quatre secondes de son adversaire, celles de l'après-midi donnent l'occasion à Alén de creuser à nouveau l'écart, la Lancia se montrant très efficace sur les parties goudronnées. Au moment d'aborder le dernier secteur chronométré, près de Tokoroa, dix-sept secondes séparent les deux hommes. Alén doit s'y élancer le premier mais, jugeant le terrain trop boueux, essaie de convaincre le responsable du secteur d'annuler la spéciale. En pure perte, et le pilote va devoir ajuster son casque en catastrophe, alors que le préposé au départ a commencé le décompte. Énervé, Alén s'élance avec un léger retard et, déconcentré, va réaliser une performance médiocre. Kankkunen va lui reprendre dix-sept secondes, les deux pilotes finlandais se retrouvant à égalité au classement général lorsqu'ils rallient le parc fermé de Rotorua, en fin de soirée. Toujours troisième, Biasion est à près de quatre minutes, loin devant son coéquipier Ericsson. Stewart a abandonné à cause d'une fuite d'essence et c'est désormais Teesdale qui occupe la cinquième place, devant la Mazda de Neil Allport. Septième, Eriksson mène toujours le groupe A, devant la Mazda de Rod Millen. Malgré une voiture au châssis plié, Salonen est remonté en onzième position. Quarante-deux voitures sont encore en course.

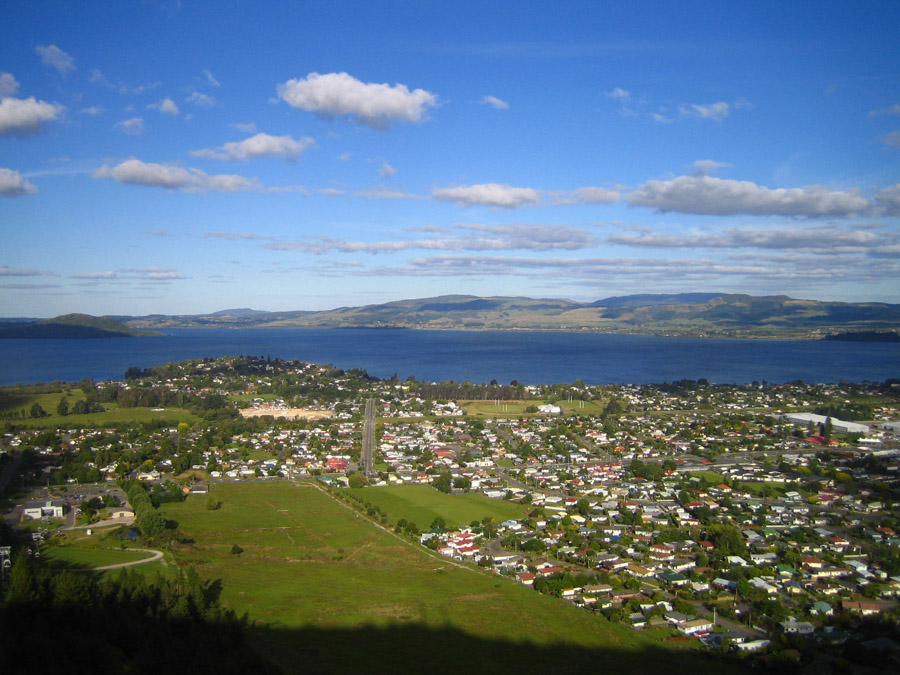
Rotorua, terme de la deuxième étape.

| Pos. | Pilote           | Copilote          | Voiture                 | Groupe | Temps           | Écart         |
| ---- | ---------------- | ----------------- | ----------------------- | ------ | --------------- | ------------- |
| 1    | Markku Alén      | Ilkka Kivimäki    | Lancia Delta S4         | B      | 2 h 47 min 49 s |               |
| 1=   | Juha Kankkunen   | Juha Piironen     | Peugeot 205 Turbo 16 E2 | B      | 2 h 47 min 49 s | + 0 s         |
| 3    | Massimo Biasion  | Tiziano Siviero   | Lancia Delta S4         | B      | 2 h 51 min 45 s | + 3 min 56 s  |
| 4    | Mikael Ericsson  | Claes Billstam    | Lancia Delta S4         | B      | 2 h 54 min 01 s | + 6 min 12 s  |
| 5    | Tony Teesdale    | Greg Horne        | MG Metro 6R4            | B      | 3 h 09 min 36 s | + 21 min 47 s |
| 6    | Neil Allport     | Rodger Freeth     | Mazda RX-7              | B      | 3 h 10 min 27 s | + 22 min 38 s |
| 7    | Kenneth Eriksson | Peter Diekmann    | Volkswagen Golf GTI     | A      | 3 h 10 min 55 s | + 23 min 06 s |
| 8    | Rod Millen       | John Bellefleur   | Mazda Familia 4WD       | A      | 3 h 14 min 20 s | + 26 min 31 s |
| 9    | Paddy Davidson   | Mike Carmichael   | Nissan 240RS            | B      | 3 h 14 min 55 s | + 27 min 06 s |
| 10   | Reg Cook         | Wayne Jones       | Nissan 240RS            | B      | 3 h 15 min 05 s | + 27 min 16 s |
| 11   | Timo Salonen     | Seppo Harjanne    | Peugeot 205 Turbo 16 E2 | B      | 3 h 19 min 18 s | + 31 min 29 s |
| 12   | Gary Smith       | Ross Montgomery   | Opel Manta 400          | B      | 3 h 20 min 49 s | + 33 min 00 s |
| 13   | Rudolf Stohl     | Reinhard Kaufmann | Audi 80 Quattro         | A      | 3 h 23 min 14 s | + 35 min 25 s |
| 14   | Ray Wilson       | Ron Alexander     | Toyota Starlet          | A      | 3 h 24 min 06 s | + 36 min 17 s |
| 15   | Brian Stokes     | Robin Kerr        | Toyota Corolla GT       | A      | 3 h 25 min 52 s | + 38 min 03 s |
| 16   | Paul Bramble     | Jim Gleeson       | Holden Commodore        | A      | 3 h 33 min 37 s | + 45 min 48 s |
| 17   | Tony Ornstien    | Owen Glynn        | Subaru Leone RX Turbo   | A      | 3 h 34 min 15 s | + 46 min 26 s |
| 18   | Wayne Pittams    | Bob Haldane       | Subaru Leone RX Turbo   | A      | 3 h 36 min 06 s | + 48 min 17 s |

### Troisième étape
Le soleil est revenu pour le départ de la troisième étape, le lundi matin, mais les chemins restent boueux. La première épreuve de la journée ne permet pas de départager Alén et Kankkunen, qui réalisent le même temps, battus toutefois par Salonen dont la 205 a pu être entièrement redressée et qui a retrouvé un comportement «normal». Le champion du monde va dès lors figurer régulièrement aux avant-postes, regagnant de nombreuses places. Également très rapide, Kankkunen s'installe seul en tête et, malgré une farouche résistance, Alén perd peu à peu du terrain, ne concédant toutefois qu'une vingtaine de secondes à son rival au cours de la journée. Salonen effectue une spectaculaire remontée, terminant l'étape en cinquième position derrière les Lancia de Biasion et Ericsson. Allport a doublé Teesdale pour le gain de la sixième place tandis qu'Eriksson, huitième, mène toujours le groupe A.
| Pos. | Pilote           | Copilote        | Voiture                 | Groupe | Temps           | Écart         |
| ---- | ---------------- | --------------- | ----------------------- | ------ | --------------- | ------------- |
| 1    | Juha Kankkunen   | Juha Piironen   | Peugeot 205 Turbo 16 E2 | B      | 4 h 03 min 03 s |               |
| 2    | Markku Alén      | Ilkka Kivimäki  | Lancia Delta S4         | B      | 4 h 03 min 24 s | + 21 s        |
| 3    | Massimo Biasion  | Tiziano Siviero | Lancia Delta S4         | B      | 4 h 09 min 30 s | + 6 min 27 s  |
| 4    | Mikael Ericsson  | Claes Billstam  | Lancia Delta S4         | B      | 4 h 12 min 03 s | + 9 min 00 s  |
| 5    | Timo Salonen     | Seppo Harjanne  | Peugeot 205 Turbo 16 E2 | B      | 4 h 34 min 56 s | + 31 min 53 s |
| 6    | Neil Allport     | Rodger Freeth   | Mazda RX-7              | B      | 4 h 35 min 18 s | + 32 min 15 s |
| 7    | Tony Teesdale    | Greg Horne      | MG Metro 6R4            | B      | 4 h 35 min 27 s | + 32 min 24 s |
| 8    | Kenneth Eriksson | Peter Diekmann  | Volkswagen Golf GTI     | A      | 4 h 38 min 52 s | + 35 min 49 s |
| 9    | Paddy Davidson   | Mike Carmichael | Nissan 240RS            | B      | 4 h 41 min 36 s | + 38 min 33 s |
| 10   | Reg Cook         | Wayne Jones     | Nissan 240RS            | B      | 4 h 42 min 34 s | + 39 min 31 s |
| 11   | Rod Millen       | John Bellefleur | Mazda Familia 4WD       | A      | 4 h 42 min 48 s | + 39 min 45 s |
| 12   | Gary Smith       | Ross Montgomery | Opel Manta 400          | B      | 4 h 52 min 23 s | + 49 min 20 s |

### Quatrième étape
Le départ de la dernière étape est donné le mardi matin. Jouant tous deux la victoire, Kankkunen et Alén attaquent au maximum mais les longs secteurs boueux conviennent parfaitement aux Peugeot et le premier pilote Lancia va concéder près d'une seconde au kilomètre. Après seulement trois épreuves spéciales, l'écart entre les deux premiers est passé à plus d'une minute et demie. Alén admet sa défaite et annonce à son adversaire qu'il va désormais assurer sa deuxième place. La course se termine sans incident notable, Kankkunen ralliant sereinement Auckland pour décrocher sa troisième victoire de la saison, confortant sa position en tête du championnat du monde. Derrière lui, les Lancia réalisent un tir groupé, Alén devançant ses coéquipiers Biasion et Ericsson. Ne pouvant espérer mieux, Salonen s'est contenté de préserver sa cinquième place devant la Mazda d'Allport et la Volkswagen d'Eriksson, ce dernier ayant dominé de bout en bout le groupe A. Quarante équipages ont atteint l'arrivée.

### Classements intermédiaires
Classements intermédiaires des pilotes après chaque épreuve spéciale

### Classement général
| Pos | No | Pilote           | Copilote        | Voiture                 | Temps           | Écart         | Groupe |
| --- | -- | ---------------- | --------------- | ----------------------- | --------------- | ------------- | ------ |
| 1   | 3  | Juha Kankkunen   | Juha Piironen   | Peugeot 205 Turbo 16 E2 | 5 h 43 min 45 s |               | B      |
| 2   | 2  | Markku Alén      | Ilkka Kivimäki  | Lancia Delta S4         | 5 h 45 min 25 s | + 1 min 40 s  | B      |
| 3   | 4  | Massimo Biasion  | Tiziano Siviero | Lancia Delta S4         | 5 h 53 min 36 s | + 9 min 51 s  | B      |
| 4   | 6  | Mikael Ericsson  | Claes Billstam  | Lancia Delta S4         | 5 h 56 min 37 s | + 12 min 52 s | B      |
| 5   | 1  | Timo Salonen     | Seppo Harjanne  | Peugeot 205 Turbo 16 E2 | 6 h 16 min 36 s | + 32 min 51 s | B      |
| 6   | 16 | Neil Allport     | Rodger Freeth   | Mazda RX-7              | 6 h 27 min 27 s | + 43 min 42 s | B      |
| 7   | 11 | Kenneth Eriksson | Peter Diekmann  | Volkswagen Golf GTI     | 6 h 34 min 15 s | + 50 min 30 s | A      |
| 8   | 20 | Paddy Davidson   | Mike Carmichael | Nissan 240RS            | 6 h 36 min 18 s | + 52 min 33 s | B      |
| 9   | 8  | Reg Cook         | Wayne Jones     | Nissan 240RS            | 6 h 38 min 12 s | + 54 min 27 s | B      |
| 10  | 12 | Rod Millen       | John Bellefleur | Mazda Familia 4WD       | 6 h 40 min 03s  | + 56 min 18 s | A      |

### Équipages de tête
- ES1 à ES4 :  Juha Kankkunen -  Juha Piironen (Peugeot 205 Turbo 16 E2)
- ES5 à ES20 :  Markku Alén -  Ilkka Kivimäki (Lancia Delta S4)
- ES21 à ES22 :  Markku Alén -  Ilkka Kivimäki (Lancia Delta S4) &  Juha Kankkunen -  Juha Piironen (Peugeot 205 Turbo 16 E2)
- ES23 à ES35 :  Juha Kankkunen -  Juha Piironen (Peugeot 205 Turbo 16 E2)

### Vainqueurs d'épreuves spéciales
- Juha Kankkunen -  Juha Piironen (Peugeot 205 Turbo 16 E2) : 16 spéciales (ES 1 à 3, 10, 13, 14, 16, 19, 21, 23, 25, 29 à 32, 34)
- Markku Alén -  Ilkka Kivimäki (Lancia Delta S4) : 14 spéciales (ES 3 à 9, 11, 12, 15, 17, 18, 20, 35)
- Timo Salonen -  Seppo Harjanne (Peugeot 205 Turbo 16 E2) : 6 spéciales (ES 14, 22, 24, 27, 28, 33)

## Résultats des principaux engagés
| No | Pilote           | Copilote          | Voiture                 | Groupe | Classement général                          | Class. groupe |
| -- | ---------------- | ----------------- | ----------------------- | ------ | ------------------------------------------- | ------------- |
| 1  | Timo Salonen     | Seppo Harjanne    | Peugeot 205 Turbo 16 E2 | B      | 5e à 32 min 51 s                            | 5e            |
| 2  | Markku Alén      | Ilkka Kivimäki    | Lancia Delta S4         | B      | 2e à 1 min 40 s                             | 2e            |
| 3  | Juha Kankkunen   | Juha Piironen     | Peugeot 205 Turbo 16 E2 | B      | 1er                                         | 1er           |
| 4  | Massimo Biasion  | Tiziano Siviero   | Lancia Delta S4         | B      | 3e à 9 min 51 s                             | 3e            |
| 5  | Mike Kirkland    | Robin Nixon       | Subaru RX Turbo         | A      | ab. avant la 13e spéciale (retrait)         | -             |
| 6  | Mikael Ericsson  | Claes Billstam    | Lancia Delta S4         | B      | 4e à 12 min 52 s                            | 4e            |
| 7  | Malcolm Stewart  | Doug Parkhill     | Audi Quattro A2         | B      | ab. après la 15e spéciale (fuite d'essence) | -             |
| 8  | Reg Cook         | Wayne Jones       | Nissan 240RS            | B      | 9e à 54 min 27 s                            | 8e            |
| 9  | Tony Teesdale    | Greg Horne        | MG Metro 6R4            | B      | 23e à 1 h 55 min 36 s                       | 10e           |
| 10 | Possum Bourne    | Jim Scott         | Subaru Leone RX Turbo   | A      | ab. avant la 13e spéciale (retrait)         | -             |
| 11 | Kenneth Eriksson | Peter Diekmann    | Volkswagen Golf GTI     | A      | 7e à 50 min 30 s                            | 1er           |
| 12 | Rod Millen       | John Bellefleur   | Mazda Familia 4WD       | A      | 10e à 56 min 18 s                           | 2e            |
| 14 | Frank Tundo      | Mike Doughty      | Subaru Leone RX Turbo   | A      | ab. dans la 8e spéciale (sortie de route)   | -             |
| 15 | Rudolf Stohl     | Reinhard Kaufmann | Audi 80 Quattro         | A      | 12e à 1 h 12 min 54 s                       | 3e            |
| 16 | Neil Allport     | Rodger Freeth     | Mazda RX-7              | B      | 6e à 43 min 42 s                            | 6e            |
| 17 | Stuart Eyre      | Stuart McFarlanne | Mazda RX-7              | B      | ab. dans la 9e spéciale (sortie de route)   | -             |
| 18 | Gary Smith       | Ross Montgomery   | Opel Manta 400          | B      | 11e à 1 h 06 min 58 s                       | 9e            |
| 19 | Brian Stokes     | Robin Kerr        | Toyota Corolla GT       | A      | 15e à 1 h 22 min 54 s                       | 6e            |
| 20 | Paddy Davidson   | Mike Carmichael   | Nissan 240RS            | B      | 8e à 52 min 33 s                            | 7e            |
| 26 | Paul Bramble     | Jim Gleeson       | Holden Commodore        | A      | 16e à 1 h 30 min 28 s                       | 7e            |
| 27 | Tony Ornstien    | Owen Glynn        | Subaru Leone RX Turbo   | A      | 17e à 1 h 33 min 57 s                       | 8e            |
| 28 | Ray Wilson       | Ron Alexander     | Toyota Starlet          | A      | 13e à 1 h 20 min 39 s                       | 4e            |
| 29 | Wayne Pittams    | Bob Haldane       | Subaru Leone RX Turbo   | A      | 14e à 1 h 22 min 33 s                       | 5e            |

## Classements des championnats à l'issue de la course

### Constructeurs
- Attribution des points : 12, 10, 8, 7, 6, 5, 4, 3, 2, 1 respectivement aux dix premières marques de chaque épreuve, additionnés de 8, 7, 6, 5, 4, 3, 2, 1 respectivement aux huit premières de chaque groupe (seule la voiture la mieux classée de chaque constructeur marque des points). Les points de groupe ne sont attribués qu'aux concurrents déclarés officiellement par le constructeur et ayant terminé dans les dix premiers au classement général.
- Seuls les sept meilleurs résultats (sur onze épreuves) sont retenus pour le décompte final des points[2].

| Pos. | Marque     | Points | M-C  | SUE  | POR | SAF  | COR  | ACR  | NZ   | ARG | FIN | SAN | RAC |
| ---- | ---------- | ------ | ---- | ---- | --- | ---- | ---- | ---- | ---- | --- | --- | --- | --- |
| 1    | Peugeot    | 107    | 10+7 | 12+8 | -   | 6+4  | 12+8 | 12+8 | 12+8 |     |     |     |     |
| 2    | Lancia     | 85     | 12+8 | 10+7 | -   | 8+6  | -    | 10+7 | 10+7 |     |     |     |     |
| 3    | Volkswagen | 51     | 2+7  | 4+6  | -   | -    | 3+6  | 4+7  | 4+8  |     |     |     |     |
| 4    | Audi       | 29     | 8+6  | 7+8  | -   | -    | -    | -    | -    |     |     |     |     |
| 5    | Toyota     | 20     | -    | -    | -   | 12+8 | -    | -    | -    |     |     |     |     |
| 6    | Ford       | 14     | -    | 8+6  | -   | -    | -    | -    | -    |     |     |     |     |
| 6=   | Renault    | 14     | -    | -    | -   | -    | 7+7  | -    | -    |     |     |     |     |
| 8    | Subaru     | 13     | -    | -    | -   | 5+8  | -    | -    | -    |     |     |     |     |
| 9    | Citroën    | 10     | -    | 5+5  | -   | -    | -    | -    | -    |     |     |     |     |

- Note : Neil Allport n'ayant pas été déclaré pilote officiel pour la Nouvelle-Zélande, Mazda n'engrange pas les huit points correspondant à la sixième place au classement général (cinq points) associée à la sixième place en groupe B (trois points). De même, Nissan ne marque pas les cinq points correspondant à la huitième place de Paddy Davidson au classement général (trois points) associée à la septième place en groupe B (deux points)[7].

### Pilotes
- Attribution des points : 20, 15, 12, 10, 8, 6, 4, 3, 2, 1 respectivement aux dix premiers de chaque épreuve.
- Seuls les sept meilleurs résultats (sur treize épreuves) sont retenus pour le décompte final des points.

| Pos. | Pilote             | Marque         | Points | M-C | SUE | POR | SAF | COR | ACR | NZ  | ARG | FIN | CIV | SAN | RAC | USA |
| ---- | ------------------ | -------------- | ------ | --- | --- | --- | --- | --- | --- | --- | --- | --- | --- | --- | --- | --- |
| 1    | Juha Kankkunen     | Peugeot        | 76     | 8   | 20  | -   | 8   | -   | 20  | 20  |     |     |     |     |     |     |
| 2    | Markku Alén        | Lancia         | 42     | -   | 15  | -   | 12  | -   | -   | 15  |     |     |     |     |     |     |
| 3    | Bruno Saby         | Peugeot        | 38     | 6   | -   | -   | -   | 20  | 12  | -   |     |     |     |     |     |     |
| 4    | Massimo Biasion    | Lancia         | 27     | -   | -   | -   | -   | -   | 15  | 12  |     |     |     |     |     |     |
| 5    | Timo Salonen       | Peugeot        | 23     | 15  | -   | -   | -   | -   | -   | 8   |     |     |     |     |     |     |
| 6    | Henri Toivonen     | Lancia         | 20     | 20  | -   | -   | -   | -   | -   | -   |     |     |     |     |     |     |
| 6=   | Joaquim Moutinho   | Renault        | 20     | -   | -   | 20  | -   | -   | -   | -   |     |     |     |     |     |     |
| 6=   | Björn Waldegård    | Toyota         | 20     | -   | -   | -   | 20  | -   | -   | -   |     |     |     |     |     |     |
| 6=   | Mikael Ericsson    | Audi & Lancia¹ | 20     | -   | 10  | -   | -   | -   | -   | 10¹ |     |     |     |     |     |     |
| 10   | Kenneth Eriksson   | Volkswagen     | 17     | 2   | 4   | -   | -   | 3   | 4   | 4   |     |     |     |     |     |     |
| 11   | Carlos Bica        | Lancia         | 15     | -   | -   | 15  | -   | -   | -   | -   |     |     |     |     |     |     |
| 11=  | Lars-Erik Torph    | Toyota         | 15     | -   | -   | -   | 15  | -   | -   | -   |     |     |     |     |     |     |
| 11=  | François Chatriot  | Renault        | 15     | -   | -   | -   | -   | 15  | -   | -   |     |     |     |     |     |     |
| 14   | Hannu Mikkola      | Audi           | 12     | 12  | -   | -   | -   | -   | -   | -   |     |     |     |     |     |     |
| 14=  | Kalle Grundel      | Ford           | 12     | -   | 12  | -   | -   | -   | -   | -   |     |     |     |     |     |     |
| 14=  | Giovanni del Zoppo | Fiat           | 12     | -   | -   | 12  | -   | -   | -   | -   |     |     |     |     |     |     |
| 14=  | Yves Loubet        | Alfa Romeo     | 12     | -   | -   | -   | -   | 12  | -   | -   |     |     |     |     |     |     |
| 18   | Walter Röhrl       | Audi           | 10     | 10  | -   | -   | -   | -   | -   | -   |     |     |     |     |     |     |
| 18=  | Jorge Ortigão      | Toyota         | 10     | -   | -   | 10  | -   | -   | -   | -   |     |     |     |     |     |     |
| 18=  | Erwin Weber        | Toyota         | 10     | -   | -   | -   | 10  | -   | -   | -   |     |     |     |     |     |     |
| 18=  | Jean Ragnotti      | Renault        | 10     | -   | -   | -   | -   | 10  | -   | -   |     |     |     |     |     |     |
| 18=  | Saeed Al-Hajri     | Porsche        | 10     | -   | -   | -   | -   | -   | 10  | -   |     |     |     |     |     |     |